# Jaroslav Šilhavý
Jaroslav Šilhavý (* 3. November 1961 in Pilsen) ist ein ehemaliger tschechischer Fußballspieler und heutiger -trainer. Er ist mit 465 Einsätzen Rekordhalter der tschechoslowakischen und tschechischen Liga. Šilhavý ist seit September 2018 Cheftrainer der tschechischen Nationalmannschaft.

## Spielerkarriere
Šilhavý spielte in seiner Jugend für TJ Chotěšov, ČSAD Pilsen und Škoda Pilsen. Mit 18 Jahren wechselte der Abwehrspieler zu RH Cheb, um dort seinen Wehrdienst abzuleisten, blieb dem Verein aber darüber hinaus weitere acht Jahre treu, in denen er 243 Ligaspiele absolvierte und sich dabei einen Namen als zuverlässiger Verteidiger machte.
1990 wechselte er zu Slavia Prag, von 1994 bis 1996 spielte er für Petra Drnovice. Seine letzte Station war von 1997 bis 2000 Viktoria Žižkov. Mit 38 Jahren beendete Šilhavý seine Laufbahn.

## Trainerkarriere
Šilhavý begann seine Trainerlaufbahn als Assistent bei Viktoria Žižkov. 2003 wechselte er als Co-Trainer zu Sparta Prag und übernahm zusätzlich den Posten des Assistenten bei der tschechischen Nationalmannschaft. In der Saison 2006/07 war Šilhavý Trainer der B-Mannschaft Spartas, im Juli 2007 wurde er Cheftrainer beim SK Kladno. Er führte die Mannschaft zum Klassenerhalt. Zur Saison 2008/09 wurde Šilhavý Trainer bei Viktoria Pilsen. Bis April 2009 arbeitete Šilhavý dann erneut als Co-Trainer bei der tschechischen Nationalmannschaft, im Oktober 2009 löste er Pavel Tobiáš beim SK Dynamo České Budějovice ab.
Am 18. September 2018 übernahm Šilhavý das Traineramt der tschechischen Nationalmannschaft. Er folgt Karel Jarolím, der nach einer 1:5-Niederlage in einem Testspiel gegen Russland eine Woche zuvor entlassen wurde.
Bei der Europameisterschaft 2021 führte er das tschechische Aufgebot bis ins Viertelfinale, wo es gegen Dänemark ausschied.

### Erfolge
- Tschechischer Meister: 2002/03 und 2004/05
- Tschechischer Pokalsieger: 2000/01, 2003/04